# Louis-Marin Bonnet
Louis-Marin Bonnet (* 1731, 1736 oder 1743 in Paris; † 1793 ebenda) war ein französischer Maler und Kupferstecher des Rokoko.
Bonnet wurde berühmt durch seine meisterhaften, mehrfarbigen Drucke in Crayonmanier und Pastellmanier, mit denen er Reproduktionen von Werken großer Meister wie Boucher (1703–1770), Huet, Lagrenée (1724–1805) und Leprince (1734–1781) anfertigte. Seine Erfindung, auf blauem Papier zu drucken und Weißplatten einzusetzen, erhöhte den Effekt der Kreidetechnik. Manche Drucke sind nur schwer von Originalen zu unterscheiden.
Im Jahr 1783 erschien die erste Ausgabe der Idées d'un militaire ...
Seine Technik beschrieb er in dem 1769 erschienenen Werk Le Pastel en gravure.

## Werksauswahl
- 1769: Tête de Flore, auch Porträt der Madame Baudion, Tochter François Bouchers, als Flora, mehrfarbiger Druck in Pastellmanier nach François Boucher, Washington D.C., National Gallery of Art
- vor 1783: Farbstiche in Pastellmanier zur Illustrierung der Idées d'un militaire pour la disposition des troupes, confiées aux jeunes officiers dans la défense et l'attaque des petits postes von Charles Louis François de Fosse. Das Werk verstand sich als Ratgeber für junge Offiziere. Motive der darin enthaltenen Stiche, die jeweils am unteren Rand den Vermerk Gravé par Louis Marin Bonnet premier Graveur de ce genre tragen, sind Landschaften aus der Vogelperspektive mit Festungsbauten und möglichen Befestigungsmöglichkeiten.